# Festival de Málaga 2004
La 7.ª edición del Festival de Málaga se celebró del 23 de abril al 1 de mayo de 2004 en Málaga, España.
En esta edición se inaugura la sección ZonaZine y las secciones oficiales de cortometrajes y documentales. 

## Jurados

### Sección oficial
- Elisenda Nadal
- Mima Fleurent
- Rosa Montero
- Tomás Cimadevilla
- Amparo Soler Leal
- Antonio Hernández
- Estrella de Diego

### Sección oficial cortometrajes y Zona Zine
- Leopoldo Alas
- María Ripoll
- María Botto
- Óscar Jaenada
- Jesús Robles

### Sección oficial documentales
- Alberto Elena
- Manane Rodríguez
- Alfonso Gumucio Dagron

## Palmarés
- Primer premio (a la mejor película): Héctor, de Gracia Querejeta
- Premio Especial del Jurado: León y Olvido, de Xavier Bermúdez
- Premio a la mejor dirección: Vicente Peñarrocha por Fuera del cuerpo
- Premio a la mejor interpretación femenina: Adriana Ozores por Héctor
- Premio a la mejor interpretación masculina: Pablo Carbonell por Atún y chocolate
- Premio al mejor guion: Vicente Peñarrocha por Fuera del cuerpo
- Premio a la mejor música: Juan Bardem, por Incautos
- Premio a la mejor fotografía: Javier Salmones, por Romasanta, la caza de la bestia
- Premio del público: Cosas que hacen que la vida valga la pena, de Manuel Gómez Pereira

### Zona Zine
- Premio Zona Zine: Janis y John, de Samuel Benchetrit
- Mención especial: A+ (Amas), de Xavier Ribera

### Cortometrajes
- Primer premio a la mejor película: Carisma, de David Planell
- Premio del Jurado: Sueños, de Daniel Guzmán
- Premio a la mejor interpretación femenina: Macarena Gómez, por Nieves
- Premio a la mejor interpretación masculina
- Premio del público: Alberto Ferreiro, por Física II
- Menciones especiales: Sueños, de Daniel Guzmán;Exprés, de Daniel Sánchez Arévalo; Antonio Albert por la selección de los cortos; Carisma, de David Planell

### Documental
- Primer premio al mejor documental: O prisioneiro da grade de ferro, de Paulo Sacramento
- Premio del Jurado: Recuerdos, de Marcela Arteaga
- Premio del público: Los sin tierra, por los caminos de América, de Miguel Barros

## Premiados
- Premio Retrospectiva: Fernando Trueba
- Premio Málaga: Geraldine Chaplin
- Premio Ricardo Franco: Enrique González Macho